# La tauromaquia

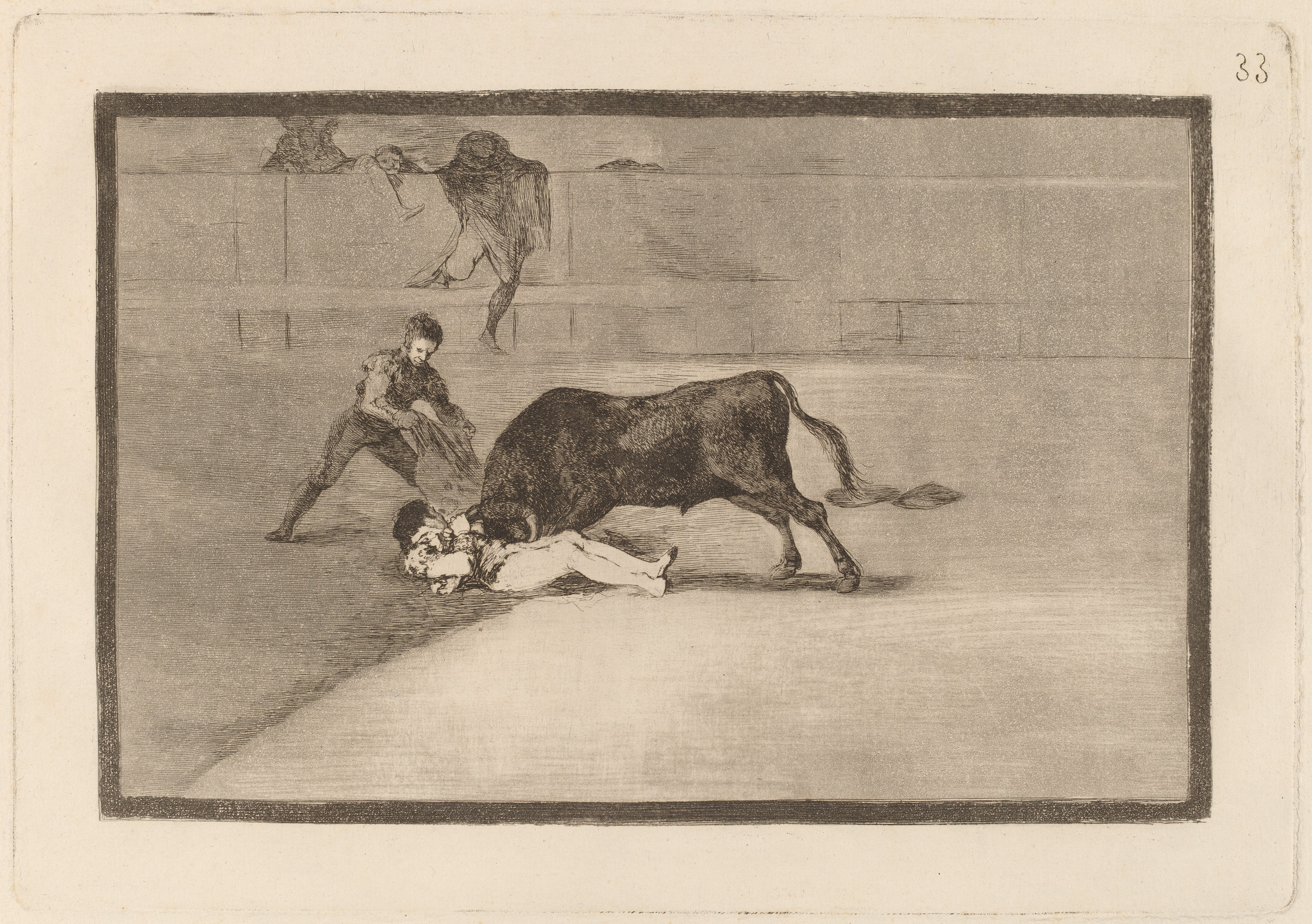
La desgraciada muerte de Pepe-Hillo en la plaza de Madrid. Aguafuerte, aguatinta, punta seca y buril. 249 x 355 mm. Grabado número 33 de la serie.

«La tauromaquia» es una serie de 33 grabados del pintor español Francisco de Goya, publicada en 1816. A la serie hay que añadir otras 11 estampas, llamadas inéditas por no incluirse en aquella primera edición a causa de pequeños defectos, aunque son igualmente conocidas.
La idea de Goya de dedicar una serie a la tauromaquia se remonta a principios del siglo, y fue elaborándola con lentitud, sin un plan demasiado concreto, probablemente interrumpido por la guerra. La intención inicial de Goya fue, según diversos autores, la de ilustrar algunos pasajes de la Carta histórica sobre el origen y progreso de las corridas de toros en España (1777), que Nicolás Fernández de Moratín dedicó a Ramón Pignatelli. Goya sobrepasó su idea inicial y completó la serie con hechos y recuerdos personales taurinos no aludidos en la obra de Moratín, como algunos lances famosos de corridas profesionales.
Goya entregó a su amigo Ceán Bermúdez un conjunto de pruebas, el álbum de Ceán, por lo que algunos creen que el pintor y erudito madrileño participó en la estructuración y títulos de la serie. 